# Törpe puffogóvipera
A törpe puffogóvipera (Bitis schneideri) a hüllők (Reptilia) osztályának pikkelyes hüllők (Squamata) rendjéhez, ezen belül a viperafélék (Viperidae) családjához és a valódi viperák (Viperinae) alcsaládjához tartozó faj.

## Megjelenése
Átlagos hosszúsága 18–25 cm, maximális ismert hossza 28 cm. A Bitis nem legkisebb faja, és valószínűleg a világ legkisebb viperaféléje.

## Előfordulása
Elterjedési területe Namíbia fehér parti homokdűnéitől a dél-afrikai Hondeklip Bay-ig terjed.